# Monopoly Streets
Monopoly Streets es un videojuego basado en el juego de mesa del mismo nombre, y uno de varios en la serie de videojuegos Monopoly. Desarrollado por EA Salt Lake y publicado por Electronic Arts, el juego fue lanzado para PlayStation 3, Xbox 360 y Wii el 26 de octubre de 2010.

## Desarrollo
El juego fue lanzado para celebrar el 75 aniversario del juego de mesa Monopoly.

## Jugabilidad
La jugabilidad en su esencia no es muy diferente al juego de mesa original en el que se basa, pero el tablero se presenta como una ciudad viva y dinámica, con ilustraciones pictóricas de cada una de las propiedades que se construyen a medida que son adquiridas, con diseños basados en el estado económico de la zona circundante. Elementos como las subastas se realizan con sistemas simplificados y automatizados. Se pueden desbloquear logros para que el jugador obtenga acceso a nuevas piezas y tableros.

## Recepción de la crítica
El juego recibió una calificación de Metacritic del 64% (PlayStation 3), 66% (Xbox 360) y 65% (Wii). Mientras tanto, el juego recibió una calificación de GameRankings del 64.11% (PlayStation 3), 67.22% (Xbox 360) y 64.29% (Wii).
El crítico de IGN, Colin Moriarty, le otorgó a las versiones de PlayStation 3 y Xbox 360 una puntuación de 7.5, pero le dio a la versión de Wii una puntuación completa más baja debido a la falta de "funcionalidad en línea".